# Соловей-Ключ
Соловей-Ключ — посёлок в Надеждинском районе Приморского края, входит в состав Надеждинского сельского поселения.

## География
Посёлок находится на берегу реки Болотная (приток реки Кневичанка), на расстоянии 4,5 км от села Вольно-Надеждинское, административного центра района, и 35 км от города Владивосток, административного центра края.

## Население
| 2002 | 2005 | 2008 | 2010 | 2021  |
| ---- | ---- | ---- | ---- | ----- |
| 372  | ↗385 | ↘365 | ↗375 | ↗1131 |

## Улицы
| - ул. Альпийская, - ул. Бархатная, - ул. Добрая, - ул. Заречная, - ул. Зелёная, - пер. Зелёный, - ул. Кедровая, | - ул. Ключевая, - ул. Лесная, - ул. Липовая, - ул. Луговая, - ул. Мира, - ул. Новая, - ул. Озёрная, | - ул. Парковая, - ул. Победы, - ул. Полевая, - ул. Родниковая, - ул. Ручейная, - ул. Садовая, - ул. Светлая, | - ул. Солнечная, - ул. Счастливая, - ул. Тополиная, - ул. Урбанского, - ул. Уютная, - ул. Центральная, - ул. Ясная. |

## Транспорт
Посёлок связан автомобильной дорогой длиной 2 км с федеральной трассой М60 «Уссури». Ближайшая железнодорожная станция Надеждинская находится на расстоянии 4,5 км к юго-западу.